# Wolderwijd
El Wolderwijd (que podría traducirse como ancho de Wolder, ya que en neerlandés, «wijd» significa ancho) es un lago de borde artificial localizado en el centro de los Países Bajos, entre las provincias de Flevoland y Güeldres. El lago fue ganado al mar cuando se realizaron los polders de Flevoland.
El Wolderwijd forma parte de la serie de lagos periféricos utilizados para separar geohidrológicamente los pólderes bajos de Flevoland de las tierras más altas del continente.
El Wolderwijd tiene una orientación suroeste-noreste y se extiende entre el Nuldernauw y el Veluwemeer. Al sureste, la transición Wolderwijd-Nuldernauw se encuentra cerca de la base náutica de Strand Horst. Al noreste, la transición Wolderwijd-Veluwemeer  se encuentra en el acueducto de Harderwijk.
A orillas del Wolderwijd se encuentran las ciudades de Zeewolde (Flevoland) y Harderwijk (Güeldres). Ambas tienen varias playas y un puerto deportivo en el lago. En el Wolderwijd hay dos islas artificiales, De Zegge y De Biezen.  Está prevista la creación de algunas islas adicionales más, así como de una playa nueva al lado del nuevo distrito de Polderwijk en Zeewolde.

## Enlaces externos

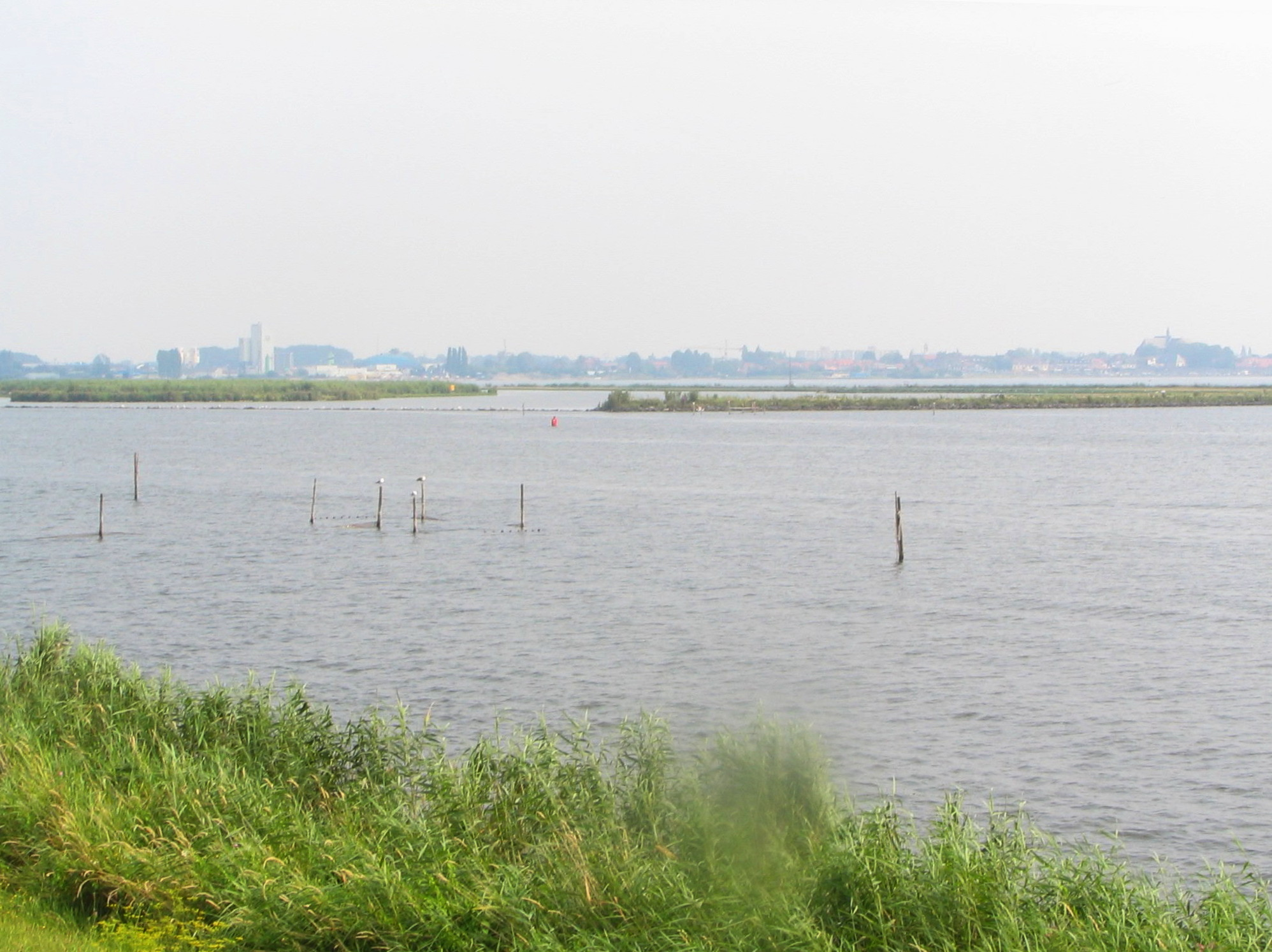
Otra vista del lago